# Zweepwormen
Het geslacht Trichuris behoort tot de familie van de Trichinellidae een familie van de rondwormen. Het meest bekend is de (gewone) zweepworm Trichuris trichiura die bij mensen voorkomt. Zweepwormen danken hun naam aan hun opvallende vorm die bestaat uit een lang en dun voorste deel dat uitloopt in een relatief dik achterste deel, waardoor het geheel op een zweep lijkt.
Preparaten van de varkenszweepworm (Trichuris suis) waarmee mensen bewust werden besmet, bleken effect te hebben bij de bestrijding van de ziekte van Crohn.
Zweepwormen komen voor als endoparasieten in de darmen van diverse groepen zoogdieren. Men onderscheidt:
- Trichuris campanula (kattenzweepworm)
- Trichuris suis (varkenszweepworm)
- Trichuris muris (zweepworm bij muizen)
- Trichuris trichiura (zweepworm, veroorzaker van trichuriasis)
- Trichuris vulpis (hondenzweepworm)

Trichuris vulpis ei
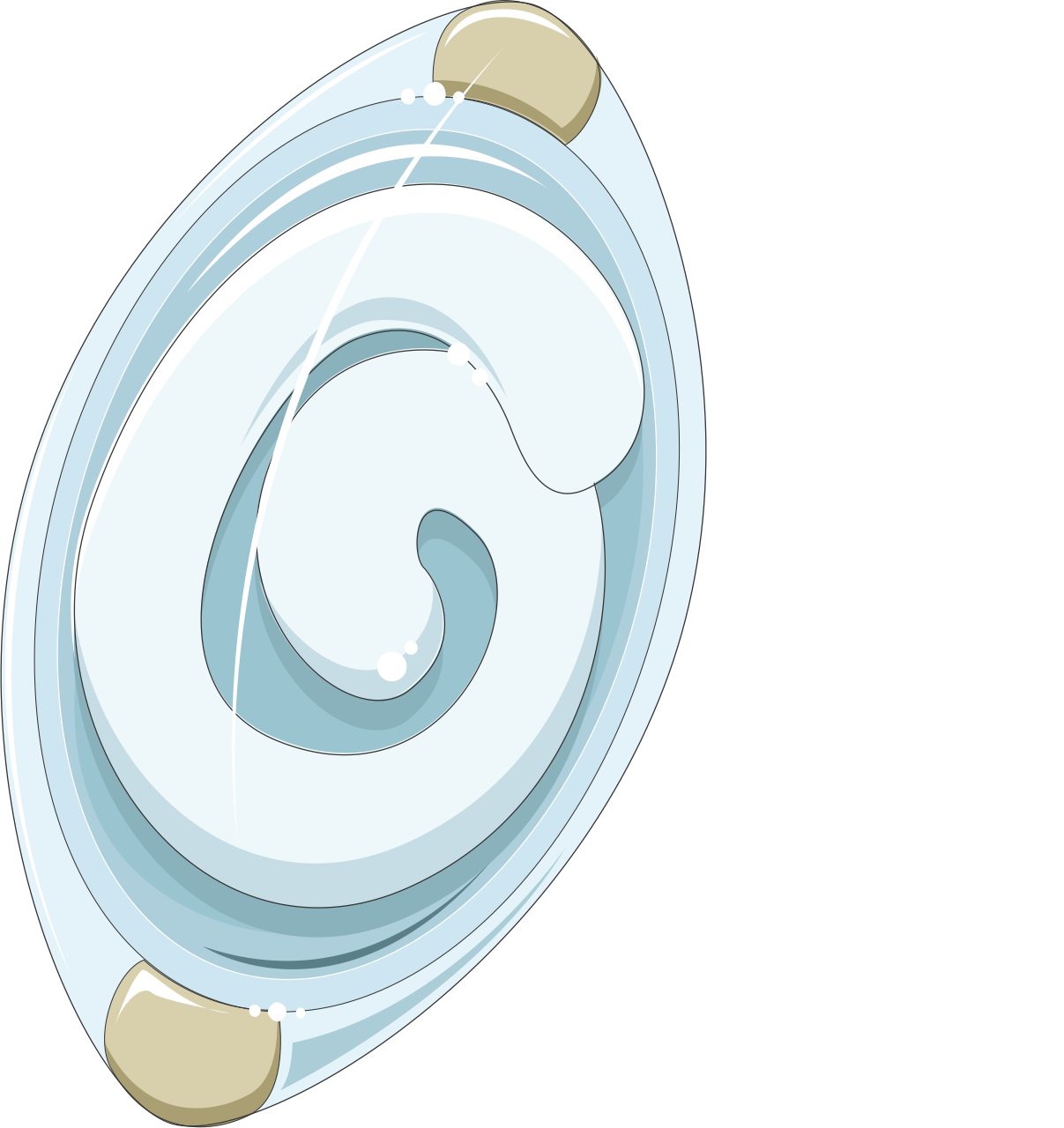
Ei met larve
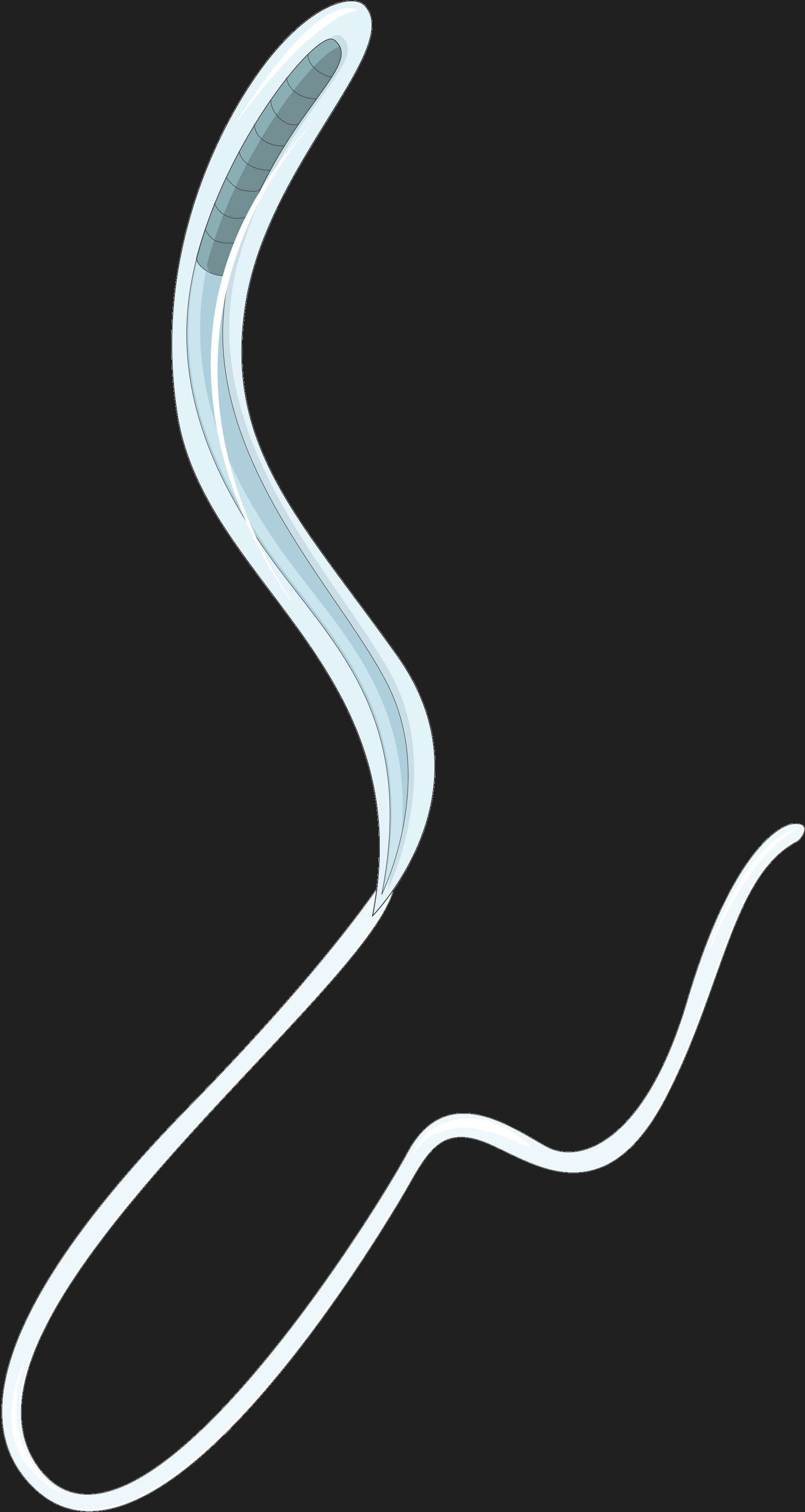
Vrouwtje
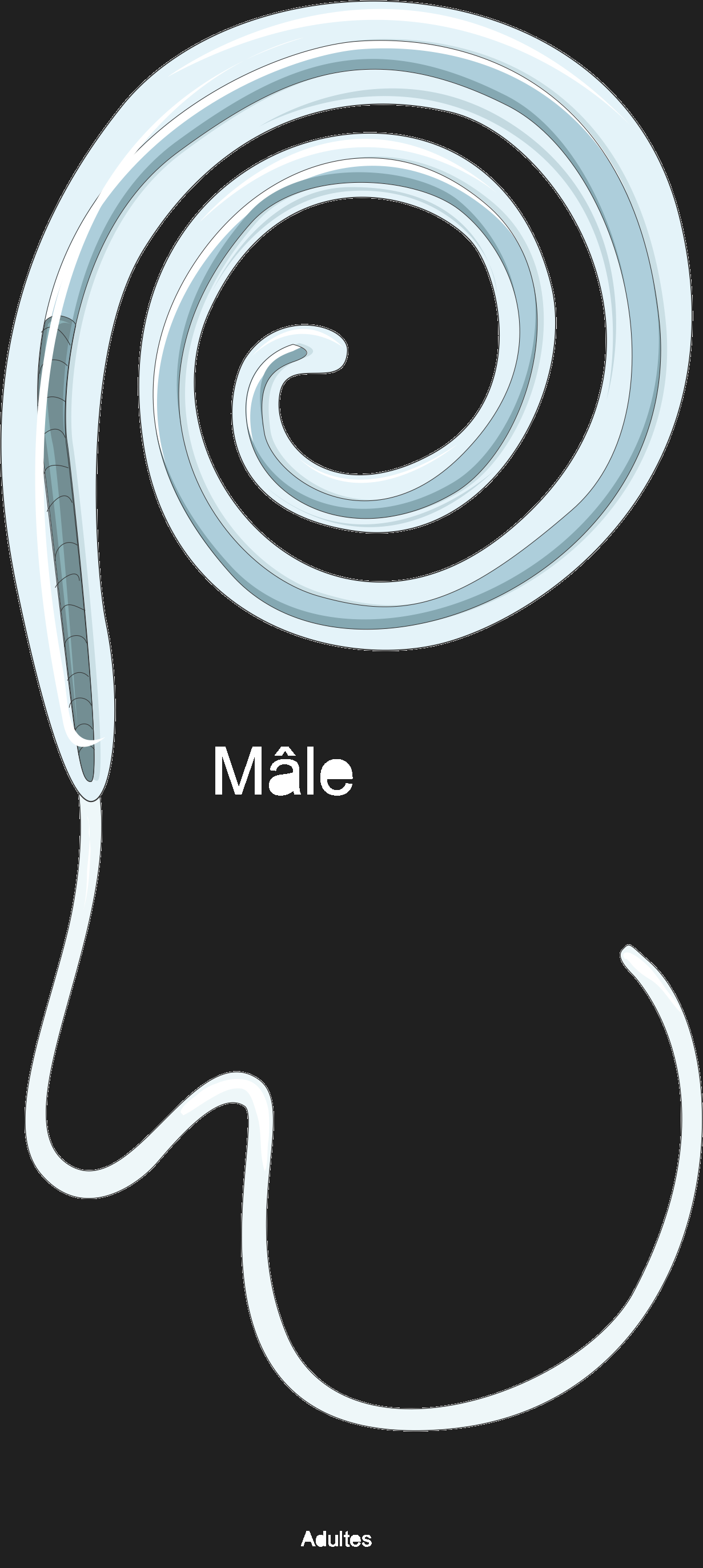
Mannetje

## Levenscyclus

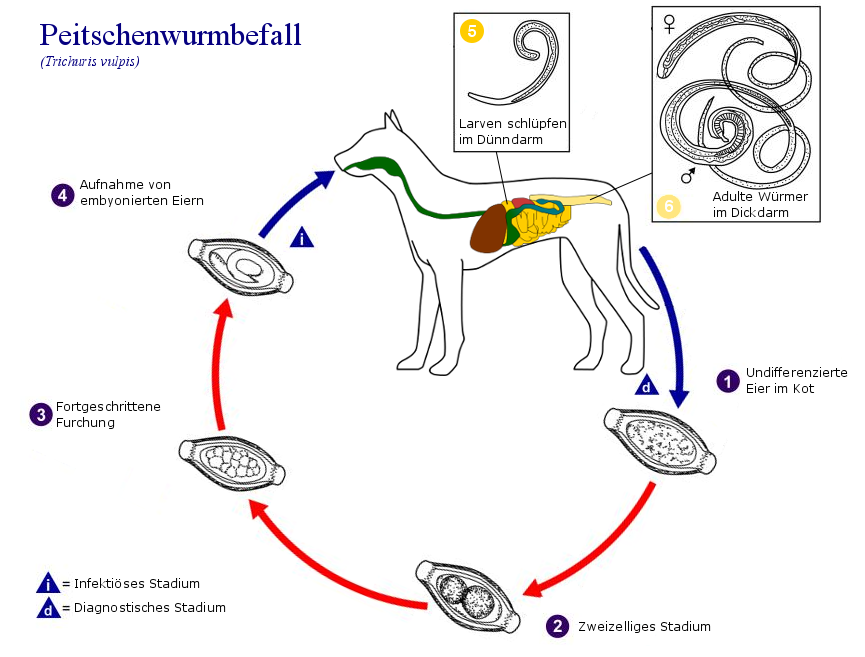

Als voorbeeld wordt de hondenzweepworm beschreven. Voor het voltooien van de levenscyclus van de hondenzweepworm is geen tussengastheer nodig. De eieren worden met de ontlasting van geïnfecteerde dieren verspreid. In het ei ontwikkelen zich, afhankelijk van de omgevingstemperatuur, in 2-4 weken de infectieuze L1-larven. De L1-larve kan onder gunstige omstandigheden tot zeven jaar infectieus blijven. Zodra het ei met de infectieuze L1-larve is opgegeten, worden de bipolaire dekseltjes verteerd en komen de L1-larven in de dunne darm en blindedarm uit het ei. De L1-larven dringen het slijmvlies binnen via de Crypts of Lieberkühn in de dikke darm. Gedurende de volgende 9 weken ondergaan de larven in het slijmvlies vier vervellingen (L2, L3, L4, L5) naar het volwassen stadium. Het dikkere achterste derde deel van de volwassen rondworm komt vervolgens door het slijmvliesoppervlak in de darmholte, terwijl het dunne, voorste twee derde deel in het slijmvlies blijft zitten. Volwassen rondwormen kunnen worden gevonden in de blinde darm, de dikke darm en de endeldarm. De volwassen rondwormen kunnen 4 tot 5 maanden in leven blijven.